# オシンニキ市電
オシンニキ市電（ロシア語: Осинниковский трамвай）は、ロシア連邦（旧：ソビエト連邦）の都市・オシンニキ市内を走る路面電車である。

## 概要
ケメロヴォ州に属するロシア中部の都市・オシンニキの路面電車路線。1957年に建設が始まり、1960年10月28日に開通した。2019年現在は本線（複線）と支線（単線）の計16.9 kmの路線網を有しており、ユズナヤ電停（Южная）を起点にロシア鉄道と接続する駅前電停へ向かう第3系統とRMZ電停（РМЗ）へ向かう第4系統に加えて、駅前電停とRMZ電停を結ぶ第1系統の計3系統が設定されている。通常時の運転間隔は15分、ラッシュ時には12 - 13分で、5時30分 - 6時に始発列車が出発し、22時代に最終列車が終着駅に到着するダイヤが組まれている。
2019年5月時点で合計14両の電車が在籍しており、形式の内訳は以下の通りである。通常運転には最大5両が使用されている。このうちRVZ-6はソビエト連邦時代に各地の都市へ向けて大量生産された形式で、オシンニキ市電はRVZ-6が営業運転に使用され続けている希少な路線となっている。
- RVZ-6
- LM-93（71-132）
- LM-99（71-134）
- KTM-5（71-605）（ノヴォクズネツク市電からの譲渡車両）
- AKSM-60102

一方、同年以降は超低床電車導入に伴い余剰となったモスクワ市電のKTM-19（71-619A）の譲渡が行われ、老朽化した在籍車両の置き換えが実施される事になっている。

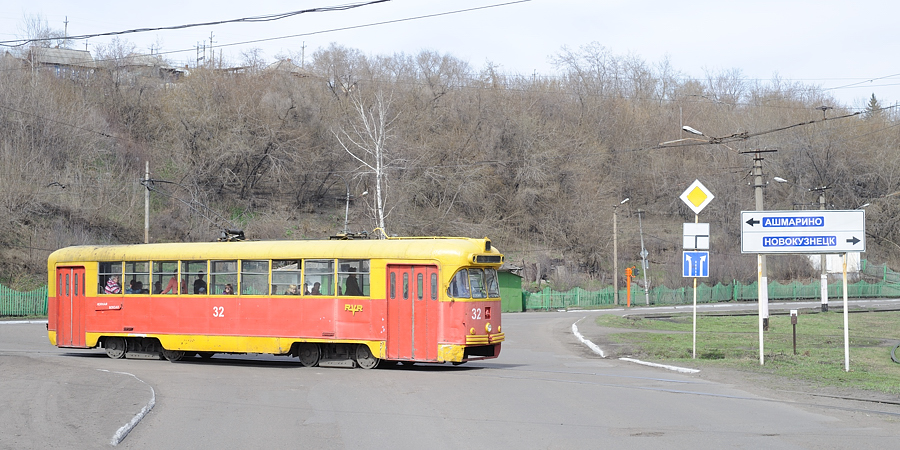
RVZ-6（2011年撮影）
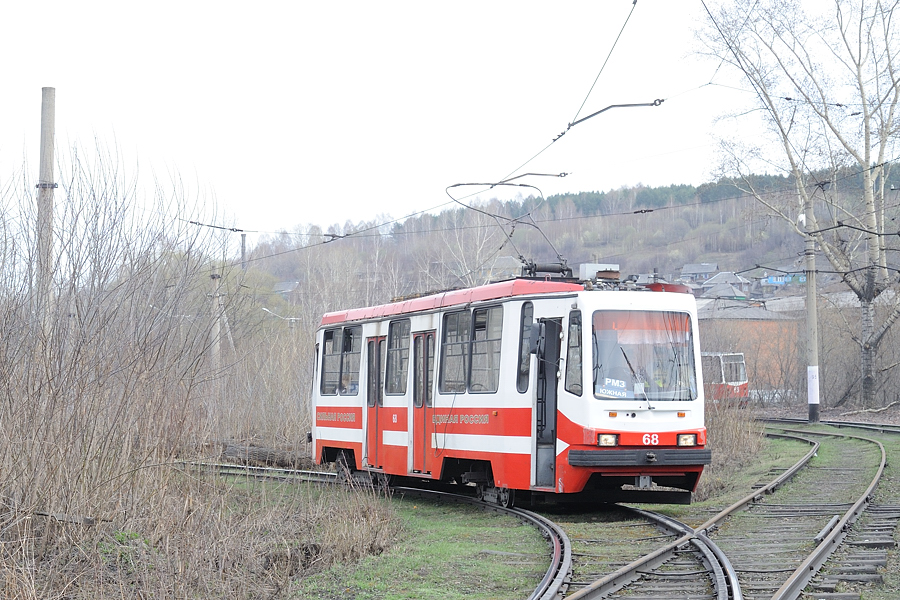
LM-99K（2011年撮影）
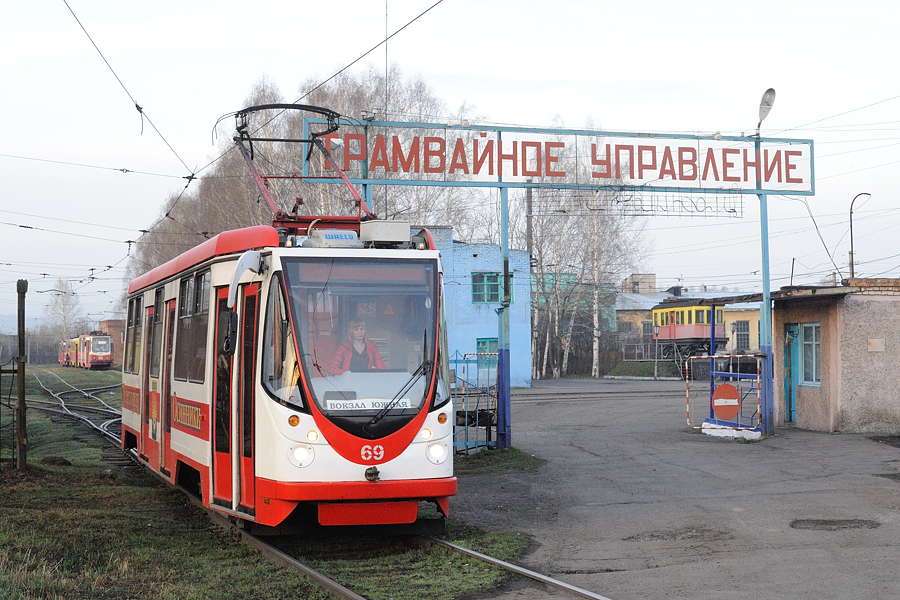
LM-99AVN（2011年撮影）